# Julius Meinl I
Julius Meinl I (født 10. april 1824, død 24. december 1914) var en forretningsmand fra Bøhmen. Han flyttede til Wien i Østrig og åbnede forretningen Julius Meinl am Graben midt i Innere Stadt. Her solgte han kaffe og han fandt senere på at friskriste bønnerne direkte i forretningen, hvilket snart blev populært i Wien.